# جون كلارك دور
جون كلارك دور هو سياسي أمريكي، ولد في 22 مارس 1822 في أوسيبي في الولايات المتحدة، وتوفي في 14 ديسمبر 1900 في بوسطن في الولايات المتحدة. نشط حزبياً في الحزب الجمهوري. وقد انتخب عضو مجلس ولاية إلينوي ‏.